# Leopold Alois Hoffmann
Leopold Alois Hoffmann, magyarosan: Hoffmann Lipót Alajos (Nieder Wittig, 1760. január 29. – Bécsújhely, 1806. szeptember 2.) bölcseleti doktor, egyetemi tanár.

## Élete
A humaniorák elvégzése után a pesti egyetemen tanult. 1784-ben a Bécsben tartott pályázati vizsga folytán a pesti egyetemhez a német nyelv és irodalom tanárának neveztetett ki. 1789. május 3-tól erkölcsbölcsészeti leckéket adott elő vasárnaponként. 1790. október 22-én helytartótanácsi intézménynyel a bécsi egyetemre helyeztetett át, ahol ugyanazon tantárgyakat adta elő. 1792-ben nyugdíjaztatott.

## Munkái
- Gedichte, Breslau, 1778.
- Erste Vorlesung beim Antritt des öffentlichen Lehramts der deutschen Sprache und Literatur an der königl. Universität zu Pest gehalten. (Pest.), 1784. (Kézirata a m. n. Múzeumban.)
- Vermischte Kleine Schriften. Leipzig und Pesth. 1785. Két kötet (II. 105-118. Toleranz in Ungarn, durch den Herrn Kardinal und Primas Fürst v. Batthyány 1783.)
- Von dem Einfluss der Sprache auf Literatur und öffentliche Geschäfte. Eine Akademische Abhandlung Vorgetragen in der ersten Stunde seiner diesjährigen Vorlesungen. Wien, 1787.
- Auf die Ankunft des Kaisers in Pest. Hely n. 1788. (Költemény.)
- An Pest. Bei der Durchreise des Feldmarschalls Laudon durch diese Stadt am 20. December. Pesth, 1789. (Költemény.)
- Belgrads Eroberung An den Feldmarschall Freiherrn von Laudon. Pesth, 1789. (Költem.)
- Babel. Fragmente über die jetzigen politischen Angelegenheiten in Ungarn. 1790. (Névtelenűl.) Online:
- Ninive. Fortgesetzte Fragmente über die dermaligen politischen Angelegenheiten in Ungarn. Nebst einer wichtigen Beilage. Auch im Römischen Reich gedruckt 1790. (Névtelenűl.) Online  Az általa kiadott Wiener Zeitschrift 1792. III. kötetében H. megvallotta, hogy mind a két röpiratnak ő a szerzője. Munkáival a magyar közjog fölött a II. József halála után folytatott vitákban élénk részt vett. Többi munkái, melyek névtelenül vagy álnév alatt mind külföldön jelentek meg, hazánkra nem vonatkoznak. Fejér még egy kis munkájáról emlékezik meg, mely pesti tanárkodása alatt jelenhetett meg; ez: a német nyelv elemeiről szól és az akkori időben készült német tankönyvek egyike lehet.